# Bogomolkasti paličnjaki
Bogomolkasti paličnjaki (znanstveno ime Mantophasmatodea) so red afriških mesojedih žuželk. Odkrili so ga šele leta 2002 in je tako prvi novoodkriti red po letu 1914. Žuželke tega reda so endemiti zahodnega dela Republike Južne Afrike in Namibije, po fosilnih ostankih iz eocena pa sklepajo na širši areal v preteklosti.
Člani reda so brez kril tudi kot odrasle živali, zato jih je razmeroma težko razpoznati. Spominjajo na kombinacijo bogomolk in paličnjakov, molekularni podatki pa kažejo, da so najbolj sorodni paličnjakom in enako skrivnostnemu redu griloblatoidov. Prvotni opis temelji na živih primerkih iz Namibije (Mantophasma zephyra in M. subsolana) ter pred 45 leti najdenemu primerku iz baltskega jantarja (Rhaptophasma kerneggeri).

## Klasifikacija
Prve tri primerke gladiatorjev so razvrstili takole:
- Družina Mantophasmatidae
  - Mantophasma zephyra
  - Mantophasma subsolana
  - †Rhaptophasma kerneggeri

Po preučitvi večjega števila primerkov in genetskih raziskavah pa so opisali še druge vrste in jih razdelili v tri družine:
- Družina: Tanzaniophasmatidae
  - Tanzaniophasma subsolana
- Družina: Mantophasmatidae
  - Mantophasma zephyra
  - Sclerophasma paresisensis
- Družina: Austrophasmatidae
  - Austrophasma caledonensis
  - Austrophasma gansbaaiensis
  - Austrophasma rawsonvillensis
  - Lobophasma redelinghuysensis
  - Hemilobophasma montaguensis
  - Karoophasma biedouwensis
  - Karoophasma botterkloofensis
  - Namaquaphasma ookiepensis
- Incertae sedis
  - †Rhaptophasma kerneggeri
  - Praedatophasma maraisi
  - Tyrannophasma gladiator